# Uberto Ratta
Uberto Ratta, ou Uberto Rossi Lanfranchi, né à Bologne ou à Pise, Italie, et mort avant mi-1137, est un  cardinal italien  de l'Église catholique du XIIe siècle.

## Biographie
Le pape Honorius II le créé cardinal en décembre 1125. Ratta est légat en Espagne et en 1132 il est élu archevêque  de Pise. Il est légat en Italie, mais il est obligé d'aller en exil à cause de sa fidélité au pape. 